# St. George FC
Cet article concerne club de football. Pour les clubs de rugby à XIII, voir St. George Dragons et St. George Illawarra Dragons.
Maillots
St. George Football Club est un club australien de football, basé dans la région de Saint-George de Sydney, en Nouvelle-Galles du Sud. 
Le club joue ses rencontres à domicile au St. George Stadium, après avoir brièvement utilisé le Belmore Sports Ground lors de la saison 2007-2008. Les Saints disputent le championnat de deuxième division régionale de Nouvelle-Galles du Sud.

## Histoire
Le club est créé en 1947, juste après la fin de la Seconde Guerre mondiale par des immigrants hongrois et est à l'origine connu sous le nom de Budapest. Dans les années 1960, emmené par un des pionniers du football en Australie, Alex Pongrass, il devient un des premiers clubs ethniques de Nouvelle-Galles du Sud et cherche un secteur géographique pour disputer ses rencontres à domicile. Le choix se porte sur le district de Saint-George. Il prend par la suite le nom de Saint-George-Budapest avant de raccourcir l'appellation en Saint-George quelques années plus tard.
En 1969, le premier coach employé à plein temps par le club, Frank Arok, est engagé et va entraîner l'équipe jusqu'en 1983, où il quitte son équipe pour devenir sélectionneur de l'équipe nationale. Cette longue période sur le banc est interrompue par l'intérim, assuré par Rale Rasic, qui était en même temps sélectionneur. En mars 1971, le club est invité à participer à un tournoi amical à Tokyo, au Japon, tournoi qu'il remporte, après avoir fait match nul 0-0 face à l'équipe du Japon puis battu le club danois du BK Frem Copenhague (6-2) et l'équipe B du Japon (3-0).
Une preuve de la domination du club sur le football australien, c'est de voir que pas moins de dix joueurs de l'équipe sont sélectionnés pour participer avec la sélection australienne à la Coupe du monde 1974 en Allemagne de l'Ouest. C'est le club le plus représenté du football australien. De plus, au coup d'envoi du premier match des Socceroos face à la RDA, cinq joueurs des Saints sont titulaires, dont le vice-capitaine, Johnny Warren.
En 1975, sous l'impulsion de l'ancienne gloire Bob Szatmari, c'est dans le local de club que la réunion fondatrice de la National Soccer League, qui va permettre d'instaurer un championnat professionnel au niveau national, avec une édition inaugurale en 1977. Les Saints remportent l'édition 1983 et terminent à deux reprises à la deuxième place, en 1982 et 1989. Le club joue dans l'élite jusqu'en 1991. Depuis lors, il est toujours resté en championnats régionaux.

## Palmarès
- Championnat d'Australie :
  - Vainqueur : 1983
  - Vice-champion : 1982, 1989

- Coupe d'Australie :
  - Finaliste : 1979

## Grands joueurs
- John Filan
- Chris Kalantzis
- Robbie Slater
- David Zdrilic
- Charlie George